# Granja Potosina
Granja Potosina är en ort i Mexiko.   Den ligger i kommunen Pueblo Nuevo och delstaten Guanajuato, i den centrala delen av landet, 260 km nordväst om huvudstaden Mexico City. Granja Potosina ligger 1 713 meter över havet och antalet invånare är 357.
Terrängen runt Granja Potosina är en högslätt. Runt Granja Potosina är det ganska tätbefolkat, med 199 invånare per kvadratkilometer. Närmaste större samhälle är Irapuato, 10,2 km norr om Granja Potosina. Trakten runt Granja Potosina består till största delen av jordbruksmark.